# Ahti Toivanen
Ahti Toivanen, né le 5 janvier 1990 à Polvijarvi, est un biathlète Finlandais. Il participe aux Jeux olympiques d'hiver de 2014.

## Biographie
Sa sœur Laura est également une biathlète de haut niveau.
Au début de la saison 2012-2013, il obtient son meilleur résultat en Coupe du monde avec une 33e place au sprint d'Östersund.
Aux Jeux olympiques d'hiver de 2014, il est 62e du sprint et 56e de l'individuel.

## Palmarès

### Jeux olympiques d'hiver
| Épreuve / Édition           | Individuel | Sprint | Poursuite | Départ en masse | Relais | Relais mixte |
| Jeux olympiques 2014 Sotchi | 56e        | 62e    | —         | —               | —      | —            |

- — : N'a pas participé à l'épreuve.

### Championnats du monde
| Épreuve / Édition         | Individuel | Sprint | Poursuite | Mass start | Relais | Relais mixte | Relais mixte simple |
| Mondiaux 2012 Ruhpolding  | 89e        | 97e    | —         | —          | LAP    | 16e          |                     |
| Mondiaux 2013 Nove Mesto  | 82e        | 70e    | –         | —          | LAP    | 19e          |                     |
| Mondiaux 2015 Kontiolahti | 51e        | 54e    | 54e       | —          | 13e    | 9e           |                     |

Légende :
- — : N'a pas participé à l'épreuve.
- : pas d'épreuve

### Coupe du monde
- Meilleur classement général : 87e en 2015.
- Meilleur résultat individuel : 33e.

#### Classements
| Année     | Classement général final | Sprint | Poursuite | Individuel | Mass start |
| 2011-2012 | 99e                      | 91e    | -         | -          | -          |
| 2012-2013 | 91e                      | 79e    | -         | -          | -          |
| 2014-2015 | 87e                      | -      | -         | 63e        | -          |